# Val de Drôme
Val de Drôme è un comune francese di nuova costituzione in Normandia, dipartimento del Calvados, arrondissement di Vire. Il 1º gennaio 2017 è stato creato accorpando i comuni di Dampierre, La Lande-sur-Drôme, Saint-Jean-des-Essartiers e Sept-Vents.